# Альфред Мюллер
Альфред Мюллер (нім. Alfred Müller; 23 листопада 1915, Бібельрід — 2 липня 1997, Мюнстер) — німецький воєначальник, оберстлейтенант вермахту (1944), бригадний генерал бундесверу. Кавалер Лицарського хреста Залізного хреста з дубовим листям.

## Біографія
В 1935 році вступив на службу в 7-й артилерійський полк. 1 квітня 1937 року переведений в піхоту. З 1 листопада 1938 року — ад'ютант 74-го піхотного полку, з яким взяв участь у Польській кампанії. Наприкінці 1939 року переведений в штурмову артилерію і призначений командиром 666-ї батареї. З червня 1941 року брав участь в Німецько-радянській війні. В листопаді 1941 року відправлений на навчання в 2-й навчальний артилерійський полк, а наприкінці року прийняв командування 901-ю навчальною батареєю штурмових гармат. Брав участь у наступі на Сталінград. З 11 лютого 1943 року — командир 200-го запасного дивізіону штурмових гармат, з 28 березня 1943 року — 191-го дивізіону. Відзначився у боях на Кубані та в Криму. З 12 серпня 1944 року — начальник училища штурмової артилерії в Бурзі. Наприкінці війни очолив сформовану з особового складу училища бойову групу «Бург», з якою брав участь у боях на Ельбі. 20 квітня 1945 року група була розгорнута в дивізію «Фердинанд фон Шілль» на чолі з Мюллером. 8 травня 1945 року здався американським військам. 1 лютого 1956 року вступив на службу в бундесвер. 31 березня 1975 року вийшов у відставку.

## Нагороди
- Медаль «За вислугу років у Вермахті» 4-го класу (4 роки)
- Медаль «У пам'ять 13 березня 1938 року»
- Медаль «У пам'ять 1 жовтня 1938 року» із застібкою «Празький град»
- Залізний хрест
  - 2-го класу (11 жовтня 1939)
  - 1-го класу (25 липня 1941)
- Нагрудний знак «За участь у загальних штурмових атаках» 1-го ступеня (29 серпня 1941)
- Лицарський хрест Залізного хреста з дубовим листям
  - лицарський хрест (20 лютого 1943)
  - дубове листя (№ 354; 15 грудня 1943)
- Нагрудний знак «За поранення» в чорному (7 червня 1943)
- Орден Михая Хороброго 3-го класу (Румунське королівство; 28 січня 1944)
- Кубанський щит (1 грудня 1944)
- Орден «За заслуги перед Федеративною Республікою Німеччина», офіцерський хрест (22 лютого 1973)